# Dominik von Königsegg-Rothenfels
Grof Dominik von Königsegg-Rothenfels, avstrijski feldmaršal, * 17. maj 1673, † 8. december 1751, Dunaj.

## Življenjepis
Starši so mu namenili duhovniški poklic; tako so ga sprva poslali v jezuitsko šolo v Besançon in pri šestnajstih letih je postal kapitular v Salzburgu in Passauu. Nato je bil poslan v Rim na dodatno šolanje; tam je ugotovil, da ne želi biti duhovnik in se pridružil cesarski vojski, ki se je borila proti Turkom.
V letih 1691-99 je služil v kurasirskem polku. 5. oktobra 1702 je bil povišan v polkovnika in prejel je poveljstvo pehotnega polka. Pozneje je bil povišan še v Generalfeldwachtmeistra in v Feldmarschallleutnantu. Potem ko se je izkazal v bitki za Torino (1706), je postal poveljnik trdnjave Mantova.
Po zavzetju Avstrijske Nizozemske je bil v letih 1714−17 vrhovni poveljnik avstrijskih enot. V letih 1718-22 je bil diplomat v Parizu in Varšavi, nato pa je postal poveljnik v Siebenbürgnu. 16. oktobra 1723 je bil povišan v feldmaršala. Pozneje je kot diplomat deloval še v Haagu in Madridu.
Med poljsko nasledstveno vojno je bil avstrijski vrhovni poveljnik v Italiji po smrti Florimunda Mercyja; 19. septembra 1734 je bil premagan v bitki za Guastallo. Naslednje leto se je umaknil na Nemško Tirolsko in tam predal poveljstvo. Leta 1736 je bil imenovan za predsednika Hofkriegsrata.
Vrhovno poveljstvo vojske je prevzel še med avstrijsko-turško vojno (1736-1739); potem ko je doživel poraz, je bil prisiljen zapustiti vse svoje vojaške funkcije. Po nastopu Marije Terezije je bil rehabilitiran in imenovan za Oberst-Land- und Hauszeugmeister. Na tem položaju je sodeloval v pogajanjih umika Francozov iz avstrijske nasledstvene vojne.
Leta 1744 je ponovno postal vrhovni poveljnik Avstrijske Nizozemske. 11. maja 1745 je bil premagan v bitki za Fontenoy, nakar se je vrnil na Dunaj. Tu je 8. decembra 1751 umrl.